# 2004-es svéd túraautó-bajnokság
A 2004-es svéd túraautó-bajnokság volt a sorozat 9. kiírása. A szezon április 2-án vette kezdetét és szeptember 18-án ért véget. Kilenc fordulóból, tizennyolc futamból állt. A bajnok a svéd Richard Göransson lett két honfitársa, Robert Dahlgren és Fredrik Ekblom előtt.

## Csapatok és versenyzők
| Versenyző            | Nemzet | Csapat                     | Autó               | Osztály |
| -------------------- | ------ | -------------------------- | ------------------ | ------- |
| Fredrik Ekblom       | SWE    | Kristoffersson Motorsport  | Audi A4            |         |
| Tommy Kristoffersson | SWE    | Kristoffersson Motorsport  | Audi A4            |         |
| Robert Dahlgren      | SWE    | Flash Engineering          | Volvo S60          |         |
| Jan Nilsson          | SWE    | Flash Engineering          | Volvo S60          |         |
| Tomas Engström       | SWE    | Engström Motorsport        | Honda Civic Type-R |         |
| Jens Hellström       | SWE    | Engström Motorsport        | Honda Civic Type-R |         |
| Tommy Rustad         | NOR    | Opel Team Sweden           | Opel Astra         |         |
| Richard Göransson    | SWE    | West Coast Racing          | BMW 320i           |         |
| Niklas Lovén         | SWE    | West Coast Racing          | BMW 320i           |         |
| Thed Björk           | SWE    | West Coast Racing          | BMW 320i           |         |
| Johan Stureson       | SWE    | IPS Motorsport             | Peugeot 307        |         |
| Mattias Andersson    | SWE    | Team Italienska Bil        | Alfa Romeo 156     |         |
| Olli Haapalainen     | FIN    | LMS Racing                 | Audi A4            |         |
| Rickard Rydell       | SWE    | SEAT Sport                 | SEAT Toledo        |         |
| Jan Magnussen        | DEN    | Peugeot Statoil Motorsport | Peugeot 307        |         |
| Christer Gellerstedt | SWE    | Gellerstedt Motorsport     | BMW 320i           | C       |
| Johan Nilsson        | SWE    | JN Racing                  | BMW 320i           | C       |
| Peo Norén            | SWE    | Norén Racing               | BMW 320i           | C       |
| Joakim Gustavsson    | SWE    | Team Gustavsson            | Volvo S60          | C       |
| Johan Landegren      | SWE    | Landegren Motorsport       | Volvo S60          | C       |
| Tobbe Rosén          | SWE    | Rosén Racing               | Volvo S60          | C       |
| Jan Lindblom         | SWE    | Lindblom Motorsport        | Volvo S60          | C       |
| Ronnie Brandt        | SWE    | Mälarpower                 | Volvo S40 Evo 5    | C       |

- C = Független bajnoki résztvevő

## Versenynaptár
| Forduló | Versenypálya           | Dátum         | Győztes versenyző                 | Győztes csapat                              |
| ------- | ---------------------- | ------------- | --------------------------------- | ------------------------------------------- |
| 1 2     | Ring Knutstorp         | április 2     | Robert Dahlgren Richard Göransson | Flash Engineering West Coast Racing         |
| 3 4     | Falkenbergs Motorbana  | május 16      | Jan Nilsson Fredrik Ekblom        | Flash Engineering Kristoffersson Motorsport |
| 5 6     | Karlskoga Motorstadion | május 31      | Richard Göransson                 | West Coast Racing                           |
| 7 8     | Mantorp Park           | június 20     | Robert Dahlgren Rickard Rydell    | Polestar Racing SEAT Sport                  |
| 9 10    | Ring Knutstorp         | július 4      | Richard Göransson                 | West Coast Racing                           |
| 11 12   | Ring Knutstorp         | július 18     | Richard Göransson Tommy Rustad    | West Coast Racing Opel Team Sweden          |
| 13 14   | Arctic Circle Raceway  | július 31     | Richard Göransson                 | West Coast Racing                           |
| 15 16   | Karlskoga Motorstadion | július 31     | Robert Dahlgren Tommy Rustad      | Flash Engineering Opel Team Sweden          |
| 17 18   | Mantorp Park           | szeptember 18 | Fredrik Ekblom Richard Göransson  | Kristoffersson Motorsport West Coast Racing |

## Végeredmény
| Helyezés | Versenyző            | Pont |
| -------- | -------------------- | ---- |
| 1        | Richard Göransson    | 227  |
| 2        | Robert Dahlgren      | 176  |
| 3        | Fredrik Ekblom       | 165  |
| 4        | Jan Nilsson          | 137  |
| 5        | Tommy Rustad         | 137  |
| 6        | Tomas Engström       | 128  |
| 7        | Johan Stureson       | 107  |
| 8        | Tommy Kristoffersson | 102  |
| 9        | Jens Hellström       | 80   |
| 10       | Mattias Andersson    | 59   |
| 11       | Johan Landegren      | 48   |
| 12       | Thed Björk           | 48   |
| 13       | Peo Norén            | 43   |
| 14       | Johan Nilsson        | 30   |
| 15       | Rickard Rydell       | 26   |
| 16       | Christer Gellerstedt | 23   |
| 17       | Niklas Lovén         | 15   |
| 18       | Tobbe Rosén          | 13   |
| 19       | Olli Happalainen     | 8    |
| 20       | Jan Magnussen        | 7    |
| 21       | Ronnie Brandt        | 6    |
| 22       | Jan Lindblom         | 4    |
| 23       | Joakim Gustavsson    | 1    |

| Független bajnokság | Független bajnokság       | Független bajnokság |
| Helyezés            | Gyártó                    | Pont                |
| ------------------- | ------------------------- | ------------------- |
| 1                   | Johan Nilsson             | 176                 |
| 2                   | Johan Landegren           | 164                 |
| 3                   | Peo Norén                 | 129                 |
| 4                   | Christer Gellerstedt      | 89                  |
| 5                   | Tobbe Rosén (4 tävlingar) | 59                  |
| 6                   | Ronnie Brandt             | 58                  |
| 7                   | Joakim Gustavsson         | 26                  |
| 8                   | Jan Lindblom              | 12                  |

| Gyártók bajnoksága | Gyártók bajnoksága | Gyártók bajnoksága |
| Helyezés           | Gyártó             | Pont               |
| ------------------ | ------------------ | ------------------ |
| 1                  | BMW                | 225                |
| 2                  | Volvo              | 206                |
| 3                  | Audi               | 176                |
| 4                  | Honda              | 150                |
| 5                  | Opel               | 142                |
| 6                  | Peugeot            | 120                |
| 7                  | Alfa Romeo         | 67                 |

## Külső hivatkozások
- A bajnokság hivatalos honlapja (svédül)